# Norris Bradbury
Norris Edwin Bradbury (30 de maio de 1909 – 20 de agosto de 1997), foi um físico norte-americano que atuou como diretor do Laboratório Nacional de Los Alamos por 25 anos, de 1945 a 1970. Ele sucedeu Robert Oppenheimer, que escolheu pessoalmente Bradbury para o cargo de diretor depois de trabalhar em estreita colaboração com ele no Projeto Manhattan durante a Segunda Guerra Mundial. Bradbury foi responsável pela montagem final do "Gadget", detonado em julho de 1945 para o teste Trinity.
Bradbury assumiu o comando de Los Alamos em um momento difícil. O pessoal estava saindo em massa, as condições de vida eram precárias e havia a possibilidade de o laboratório fechar. Ele conseguiu convencer pessoal suficiente a ficar e fez com que a Universidade da Califórnia renovasse o contrato para administrar o laboratório. Ele impulsionou o desenvolvimento contínuo de armas nucleares, transformando-as de dispositivos de laboratório em modelos de produção. Numerosas melhorias tornaram-nos mais seguros, mais fiáveis e mais fáceis de armazenar e manusear, e fizeram uma utilização mais eficiente do escasso material fissionável.
Na década de 1950, Bradbury supervisionou o desenvolvimento de armas termonucleares, embora um desentendimento com Edward Teller sobre a prioridade dada ao seu desenvolvimento tenha levado à criação de um laboratório rival de armas nucleares, o Laboratório Lawrence Livermore . Nos anos posteriores, ele se ramificou, construindo o Centro de Física Los Alamos Meson para desenvolver o papel do laboratório na ciência nuclear, e durante a corrida espacial da década de 1960, o laboratório desenvolveu o Motor Nuclear para Aplicação em Veículos Foguetes (NERVA). O Museu de Ciências de Bradbury foi nomeado em sua homenagem.

## Primeiros anos
Norris Bradbury nasceu em Santa Bárbara, Califórnia, em 30 de maio de 1909, um dos quatro filhos de Edwin Perley Bradbury e sua esposa Elvira nascida Clausen. Uma irmã morreu ainda criança e a família adotou os gêmeos Bobby e Betty, que serviram no Corpo de Fuzileiros Navais dos Estados Unidos durante a Segunda Guerra Mundial. Bradbury foi educado na Hollywood High School e na Chaffey High School em Ontário, Califórnia, graduando-se aos 16 anos. Ele então frequentou o Pomona College em Claremont, Califórnia, onde se formou summa cum laude com bacharelado em química em 1929. Isso lhe rendeu a adesão à Phi Beta Kappa Society. Em Pomona, ele conheceu Lois Platt, uma estudante de Literatura Inglesa que era irmã de seu colega de quarto de faculdade. Eles se casaram em 1933, e tiveram três filhos, James, John e David. Norris era um membro ativo de uma igreja episcopal.
Bradbury interessou-se por física e fez pós-graduação na Universidade da Califórnia, Berkeley, onde foi professor de 1929 a 1931. Ele apresentou uma tese de doutorado sobre Estudos sobre a mobilidade de íons gasosos sob a supervisão de Leonard B. Loeb, e recebeu uma bolsa do National Research Council.
Além de supervisionar a tese de Bradbury, Loeb, que serviu como reservista naval durante a Primeira Guerra Mundial, encorajou Bradbury a se candidatar a uma comissão como reservista naval. A comissão de Bradbury como alferes foi assinada pelo Tenente Comandante Chester W. Nimitz, que na época era chefe do Corpo de Treinamento de Oficiais da Reserva Naval em Berkeley.
Depois de dois anos no Instituto de Tecnologia de Massachusetts, Bradbury tornou-se professor assistente de física na Universidade de Stanford em 1935, tornando-se professor associado em 1938 e professor titular em 1943. Ele se tornou um especialista na condutividade elétrica dos gases, nas propriedades dos íons e no comportamento da eletricidade atmosférica, publicando em revistas como Physical Review, Journal of Applied Physics, Journal of Chemical Physics e Journal of Atmospheric Electricity and Terrestrial Magnetism. Ele inventou o obturador Bradbury-Nielsen, um tipo de porta elétrica de íons, amplamente utilizado em espectrometria de massa tanto em espectrômetros de massa de tempo de voo quanto em espectrômetros de mobilidade iônica.

## Segunda Guerra Mundial

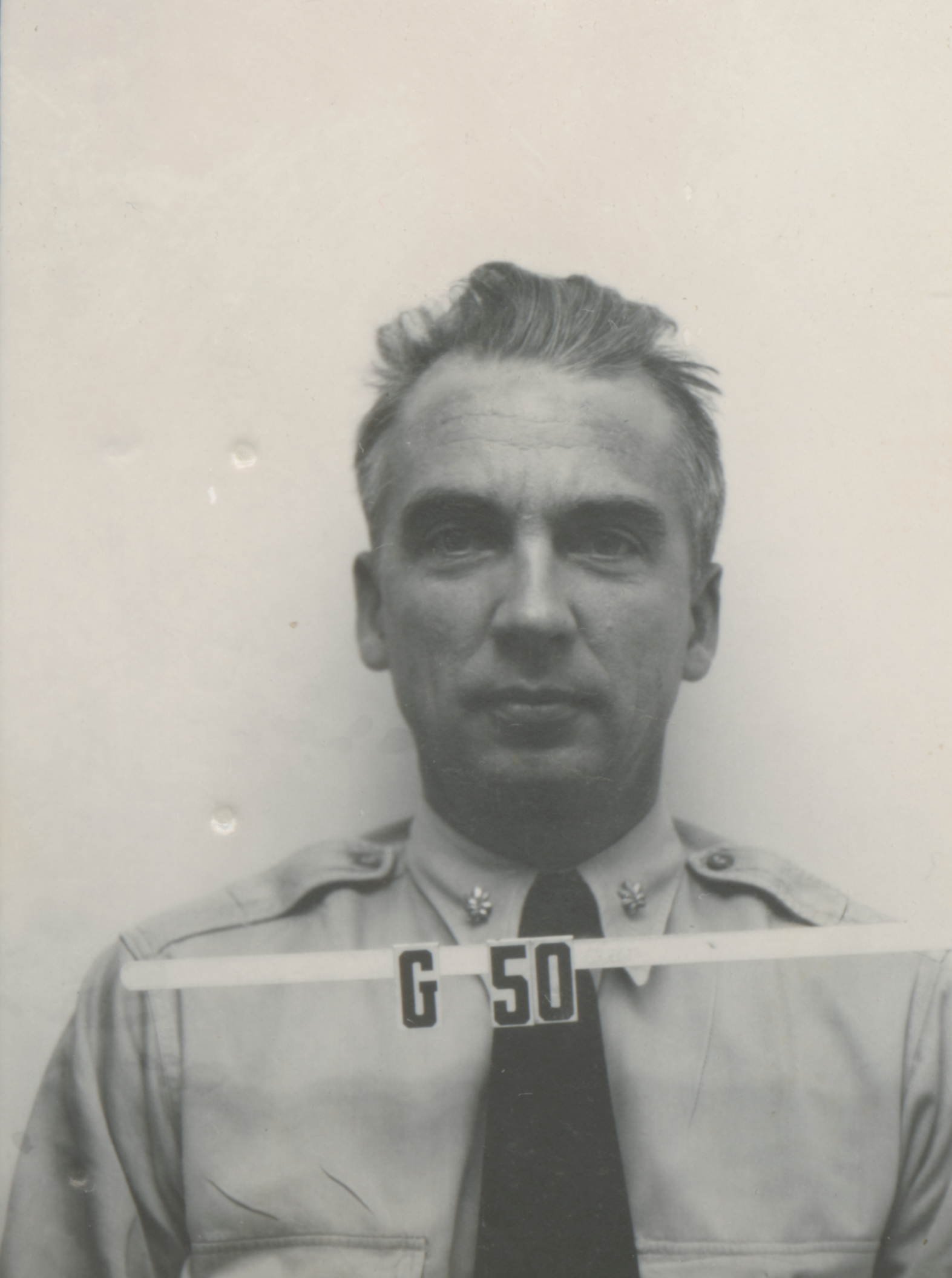
Distintivo de Los Alamos de Bradbury

Bradbury foi convocado para o serviço militar na Segunda Guerra Mundial no início de 1941, embora a Marinha tenha permitido que ele permanecesse em Stanford até o final do ano acadêmico. Ele foi então enviado para o Campo de Provas Naval em Dahlgren, Virgínia, para trabalhar em balística externa. Já trabalhando em Dahlgren estavam Loeb e o comandante Deak Parsons.

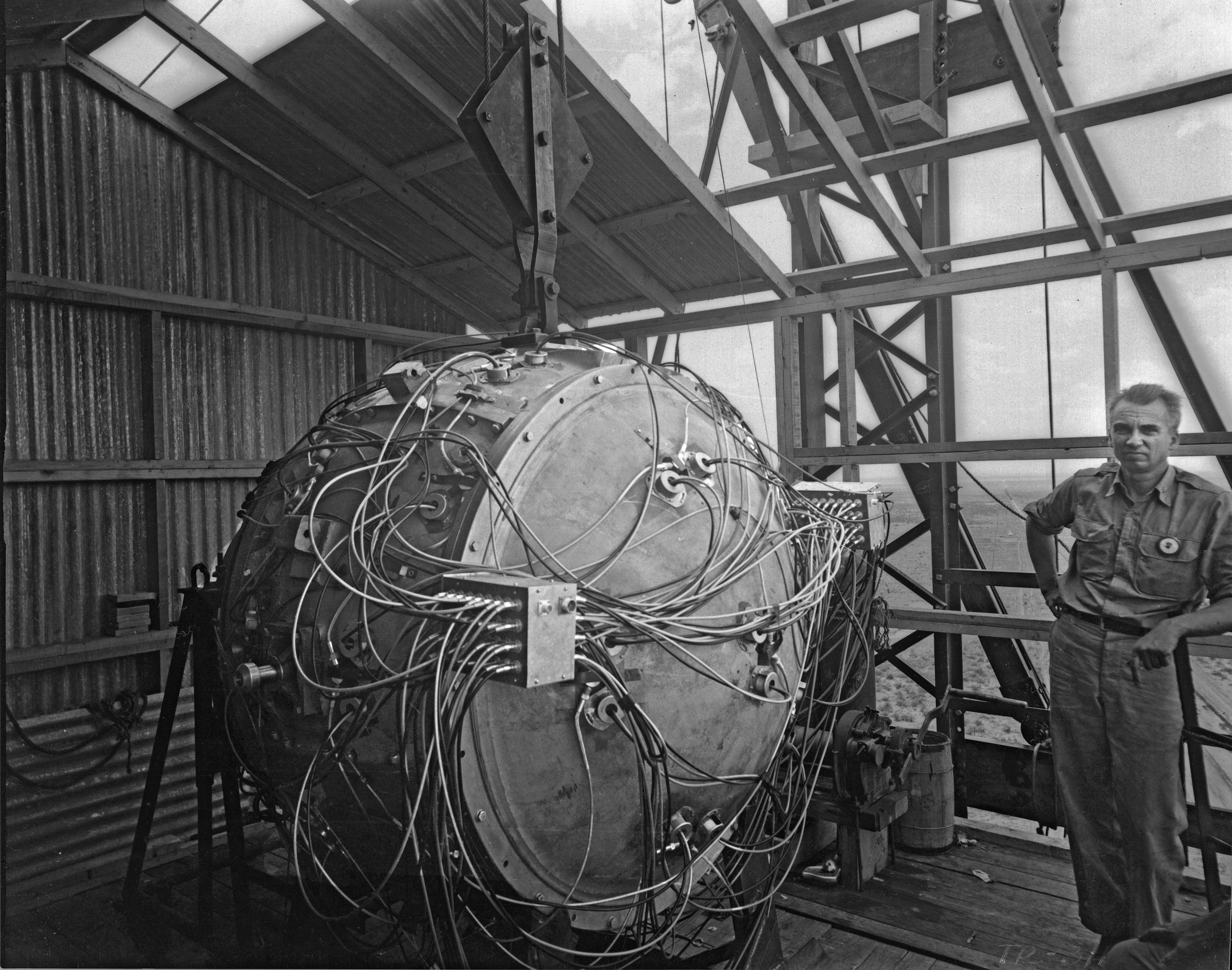
Teste Trinity, julho de 1945. Bradbury está ao lado do Gadget parcialmente montado no topo da torre de testes.

Em junho de 1944, Bradbury recebeu ordens de Parsons, que agora era vice-diretor do Laboratório Los Alamos do Projeto Manhattan, para se reportar a Albuquerque, Novo México . Parsons explicou que precisava que Bradbury trabalhasse nas lentes explosivas exigidas por uma arma nuclear do tipo implosão. Bradbury não ficou nada entusiasmado com a perspectiva, mas era oficial da Marinha e acabou concordando em ir.
Em Los Alamos, Bradbury tornou-se chefe do E-5, o Grupo de Experimentação de Implosão, que o colocou no comando do programa de testes de campo de implosão. Em agosto, o diretor do laboratório, Robert Oppenheimer, implementou uma reorganização abrangente. O E-5 tornou-se parte da nova Divisão de Explosivos (Divisão X) de George Kistiakowsky e foi renumerado como X-1. Neste ponto, Bradbury estava liderando alguns dos trabalhos mais críticos no laboratório, enquanto lutava com os jatos que estragavam a forma esférica perfeita desejada para o processo de implosão. Estes foram examinados com uma combinação de técnicas magnéticas, de -raios X e RaLa.
Em março de 1945, Oppenheimer criou o Projeto Alberta sob o comando de Parsons para realizar a missão final do Projeto Manhattan: a preparação e entrega de armas nucleares em combate. Bradbury foi transferido para o Projeto Alberta para chefiar o grupo de montagem do Fat Man. Em julho de 1945, Bradbury supervisionou a preparação do "the Gadget", como a bomba era conhecida, no teste nuclear Trinity. "Para eu dizer", Bradbury lembrou mais tarde, ""Eu tive pensamentos emocionais profundos sobre Trinity... eu não fiquei muito satisfeito por ter disparado."

## Direção de Los Alamos

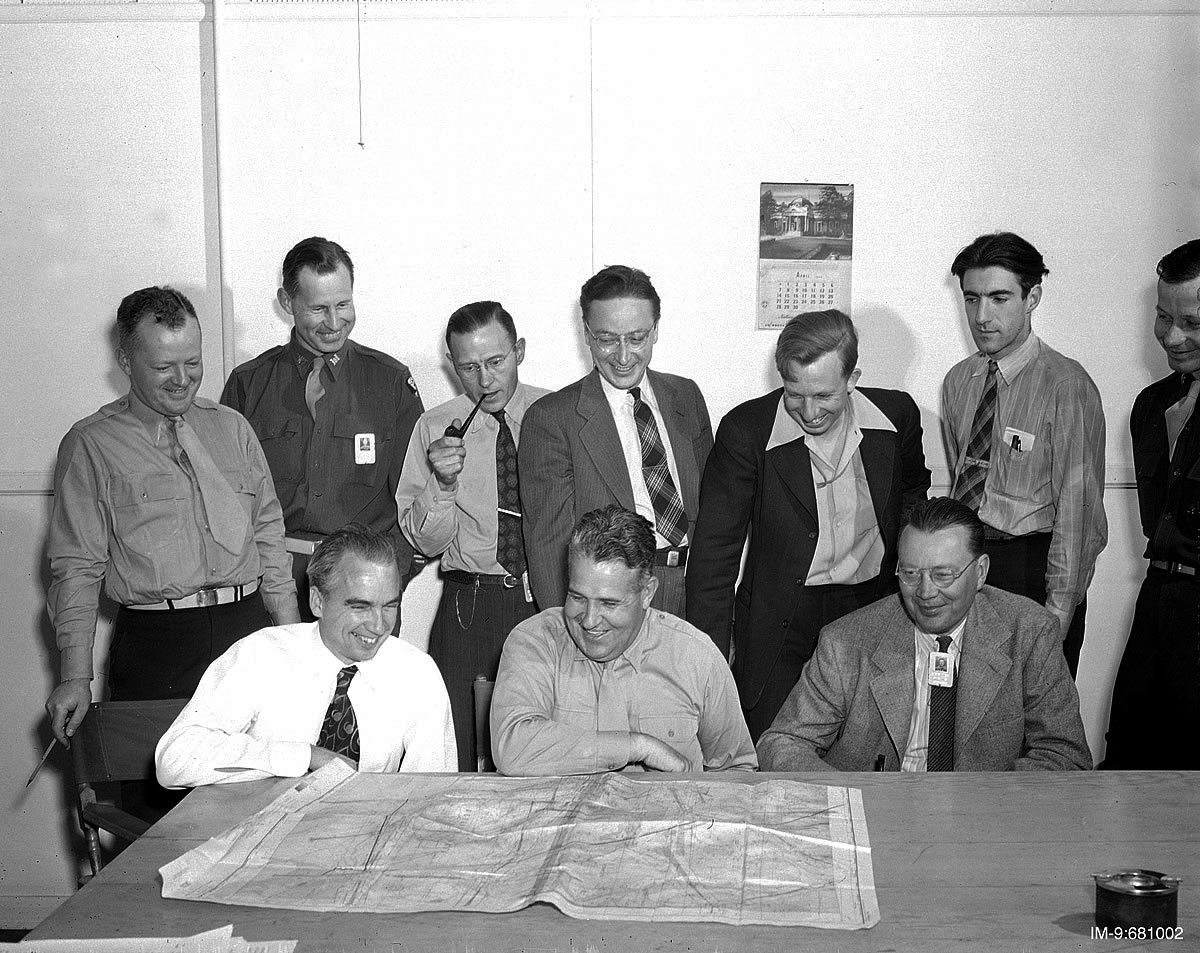
Bradbury (à esquerda) está sentado a uma mesa com Leslie Groves do Projeto de Armas Especiais das Forças Armadas (centro) e Eric Jette

Oppenheimer apresentou sua renúncia ao cargo de diretor do Laboratório de Los Alamos, mas permaneceu até que um sucessor fosse encontrado. O diretor do Projeto Manhattan, major-general Leslie R. Groves Jr., queria alguém com sólida formação acadêmica e posição elevada dentro do projeto. Oppenheimer recomendou Bradbury. Isso foi agradável para Groves, que gostou do fato de que, como oficial da Marinha, Bradbury era militar e cientista. Bradbury aceitou a oferta em caráter experimental de seis meses.
Parsons providenciou para que Bradbury fosse rapidamente dispensado da Marinha, o que lhe concedeu a Legião de Mérito por seus serviços durante a guerra. Ele permaneceu na Reserva Naval, aposentando-se em 1961 com o posto de capitão. Em 16 de outubro de 1945, houve uma cerimônia em Los Alamos na qual Groves presenteou o laboratório com o Prêmio "E" do Exército-Marinha e presenteou Oppenheimer com um certificado de agradecimento. Bradbury tornou-se o segundo diretor do laboratório no dia seguinte.
Os primeiros meses da direção de Bradbury foram particularmente difíceis. Ele esperava que a Lei de Energia Atômica de 1946 fosse rapidamente aprovada pelo Congresso e que o Projeto Manhattan durante a guerra fosse substituído por uma organização nova e permanente. Logo ficou claro que isso levaria mais de seis meses. O presidente Harry S. Truman não assinou o ato que criou a Comissão de Energia Atômica até 1º de agosto de 1946, e ela não se tornou ativa até 1º de janeiro de 1947. Nesse ínterim, a autoridade legal de Groves para agir era limitada.
A maioria dos cientistas de Los Alamos estava ansiosa para retornar aos seus laboratórios e universidades e, em fevereiro de 1946, todos os chefes de divisão do tempo de guerra haviam partido, mas um núcleo talentoso permaneceu. Darol Froman tornou-se chefe da divisão G de Robert Bacher, agora renomeada como Divisão M. Eric Jette tornou-se responsável pela Química e Metalurgia, John H. Manley pela Física, George Placzek pela Teoria, Max Roy pelos Explosivos e Roger Wagner pela Artilharia. O número de funcionários em Los Alamos despencou do pico de mais de 3 mil durante a guerra para cerca de mil, mas muitos ainda viviam em acomodações temporárias durante a guerra. Para piorar a situação, o abastecimento de água para Los Alamos congelou e a água teve de ser fornecida por caminhões-tanque. Apesar do pessoal reduzido, Bradbury ainda teve que fornecer apoio à Operação Crossroads, os testes nucleares no Pacífico.

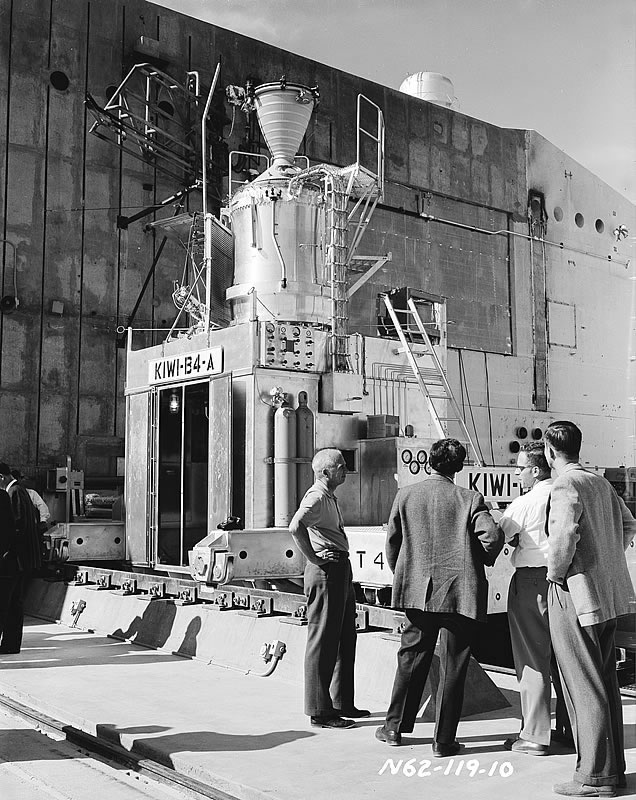
Bradbury (à esquerda) em frente ao reator Kiwi B4-A usado para alimentar um foguete nuclear

Bradbury impulsionou o desenvolvimento contínuo de armas nucleares para levá-las de dispositivos de laboratório a modelos de produção. Houve inúmeras melhorias que poderiam torná-los mais seguros, confiáveis e fáceis de armazenar e manusear, além de fazer um uso mais eficiente do escasso material físsil. Embora Bradbury desse prioridade às armas de fissão mellhoradas, a pesquisa continuou no "Alarm Clock", uma arma nuclear reforçada, e no "Super", um projeto de arma termonuclear. Os novos projetos de fissão foram testados durante a Operação Sandstone em 1948. A bomba nuclear Mark 4 tornou-se a primeira arma nuclear produzida em massa numa linha de montagem.
À medida que o futuro se tornava mais certo, Bradbury começou a procurar um novo local para o laboratório, longe do movimentado centro da cidade. Em 1948, Bradbury apresentou uma proposta à Comissão de Energia Atômica para uma nova instalação de 107 milhões de dólares em South Mesa, ligada à cidade por uma nova ponte sobre o cânion.
Durante todo esse tempo, Bradbury permaneceu nominalmente professor in absentia em Stanford. O Laboratório de Los Alamos foi nominalmente administrado sob um contrato de guerra com a Universidade da Califórnia, mas uma cláusula do contrato permitiu que a Universidade rescindisse o contrato três meses após o fim da guerra. A universidade notificou devidamente, mas Bradbury conseguiu rescindi-la e, em 1948, o contrato foi renovado. Em 1951, tornou-se professor na Universidade da Califórnia.
Em 1951, o laboratório apresentou o projeto Teller-Ulam, e testes termonucleares foram conduzidos durante a Operação Estufa. As tensões entre Bradbury e Edward Teller sobre o grau de prioridade dado ao desenvolvimento de armas termonucleares levaram à criação de um segundo laboratório de armas nucleares, o Laboratório Lawrence Livermore.
Nos anos posteriores, Bradbury ramificou-se, construindo o Centro de Física Los Alamos Meson para desenvolver o papel do laboratório na ciência nuclear. Durante a corrida espacial da década de 1960, o laboratório trabalhou no Projeto Rover, desenvolvendo o Motor Nuclear para Aplicação em Veículos Foguetes (NERVA). O laboratório demonstrou a viabilidade e o valor da propulsão de foguetes nucleares.
Por muitos anos, Bradbury foi responsável por grande parte da administração da cidade de Los Alamos. A cidade estabeleceu impressionantes instalações de saúde e educação. Eventualmente, a nova área técnica foi construída fora da cidade e, em 18 de fevereiro de 1957, os portões de segurança foram retirados. Finalmente, a cidade tornou-se uma comunidade incorporada e as responsabilidades cívicas do diretor cessaram.
Em 1966, Bradbury recebeu a Medalha do Departamento de Defesa por Distinto Serviço Público por "serviço civil excepcionalmente meritório às Forças Armadas e aos Estados Unidos da América em uma posição de grande responsabilidade como diretor do Laboratório Científico de Los Alamos". Sua citação prosseguiu dizendo que "A excelente reputação internacional do Laboratório de Los Alamos é diretamente atribuível à sua liderança excepcional. Os Estados Unidos têm uma dívida muito grande com o Dr. Bradbury e seu laboratório por nossa atual capacidade nuclear." Ele também recebeu o Prêmio Enrico Fermi em 1970. Em 1971, ele recebeu a Placa de Ouro Prêmio da Academia Americana de Realização.

## Vida posterior

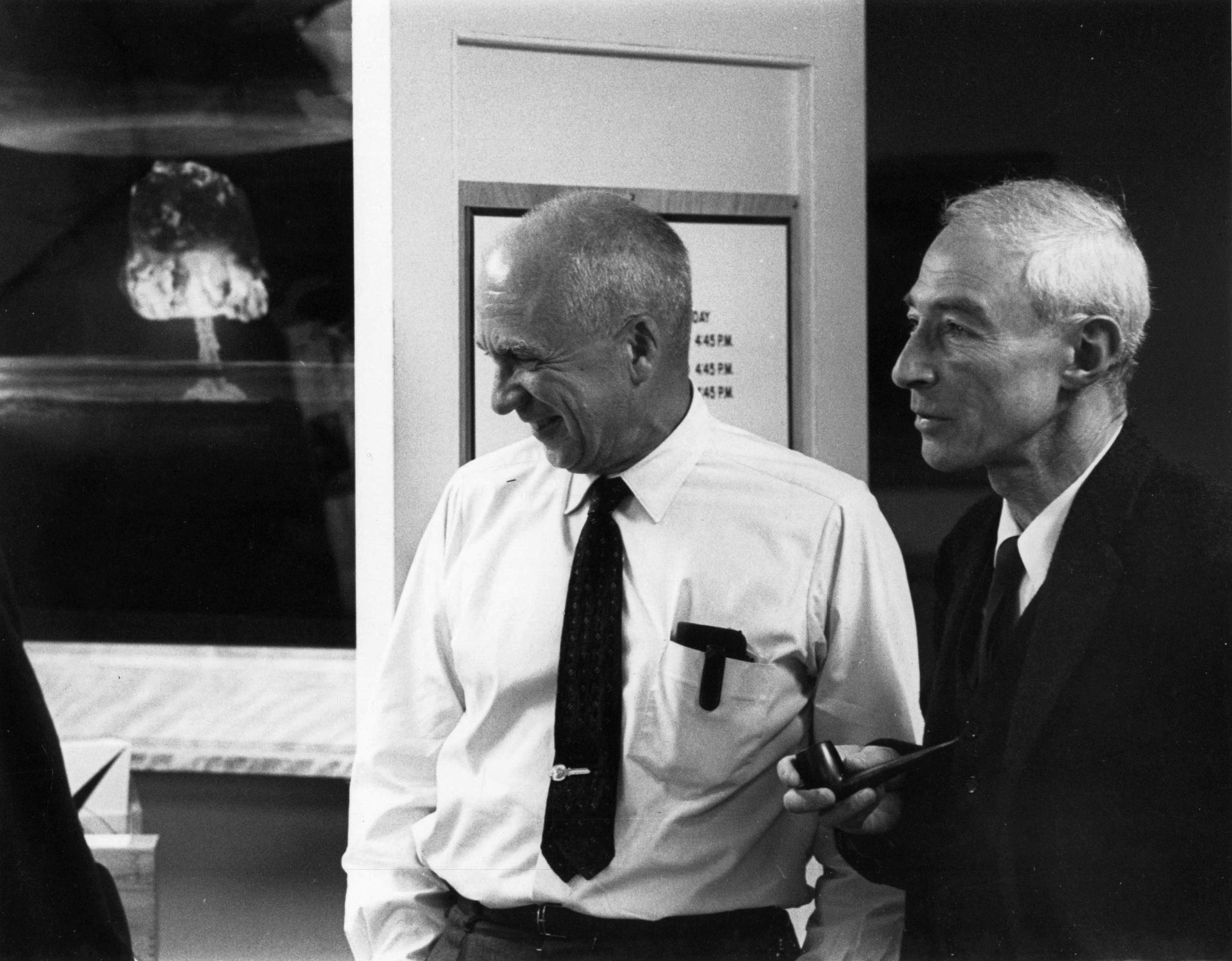
Bradbury com seu antecessor Robert Oppenheimer no Laboratório Nacional de Los Alamos em 1964

Bradbury aposentou-se como diretor do Laboratório Los Alamos em 1970. Seu sucessor, Harold Agnew, convidou-o para se tornar consultor sênior, mas Bradbury recusou a oferta, embora tenha atuado como consultor para outras agências governamentais, incluindo a Academia Nacional de Ciências, e como membro dos conselhos da Los Alamos. Centro Médico, o Primeiro Banco Nacional de Santa Fé, o Los Alamos YMCA e a Sociedade Neurológica de Santa Fé.
Em 1969, o governador do Novo México, David Cargo, nomeou Bradbury como regente da Universidade do Novo México, mas este foi um momento turbulento para a universidade. Em resposta aos tiroteios no estado de Kent, em maio de 1970, a ativista anti-guerra Jane Fonda e estudantes marcharam até a casa de Ferrel Heady, presidente da Universidade do Novo México. Quando ele se recusou a se encontrar com eles, os estudantes convocaram uma greve. As aulas foram canceladas, foram realizados comícios e os estudantes ocuparam o Edifício da União Estudantil. A carga convocou a Guarda Nacional do Novo México para removê-los, e onze pessoas foram golpeadas com baionetas. O sucessor de Cargo, Bruce King, substituiu Bradbury e outro regente.

Em meados da década de 1990, Bradbury bateu acidentalmente na perna enquanto cortava lenha. A gangrena se instalou e sua perna direita foi amputada abaixo do joelho. A doença se espalhou para a perna esquerda e parte do pé esquerdo foi amputada, deixando-o em uma cadeira de rodas. A doença acabou sendo fatal e ele morreu em 20 de agosto de 1997. Ele deixou sua esposa Lois, que morreu em janeiro de 1998, e seus três filhos. Um funeral foi realizado em Los Alamos, e ele foi enterrado no Cemitério Guaje Pines em Los Alamos.